# حصادة

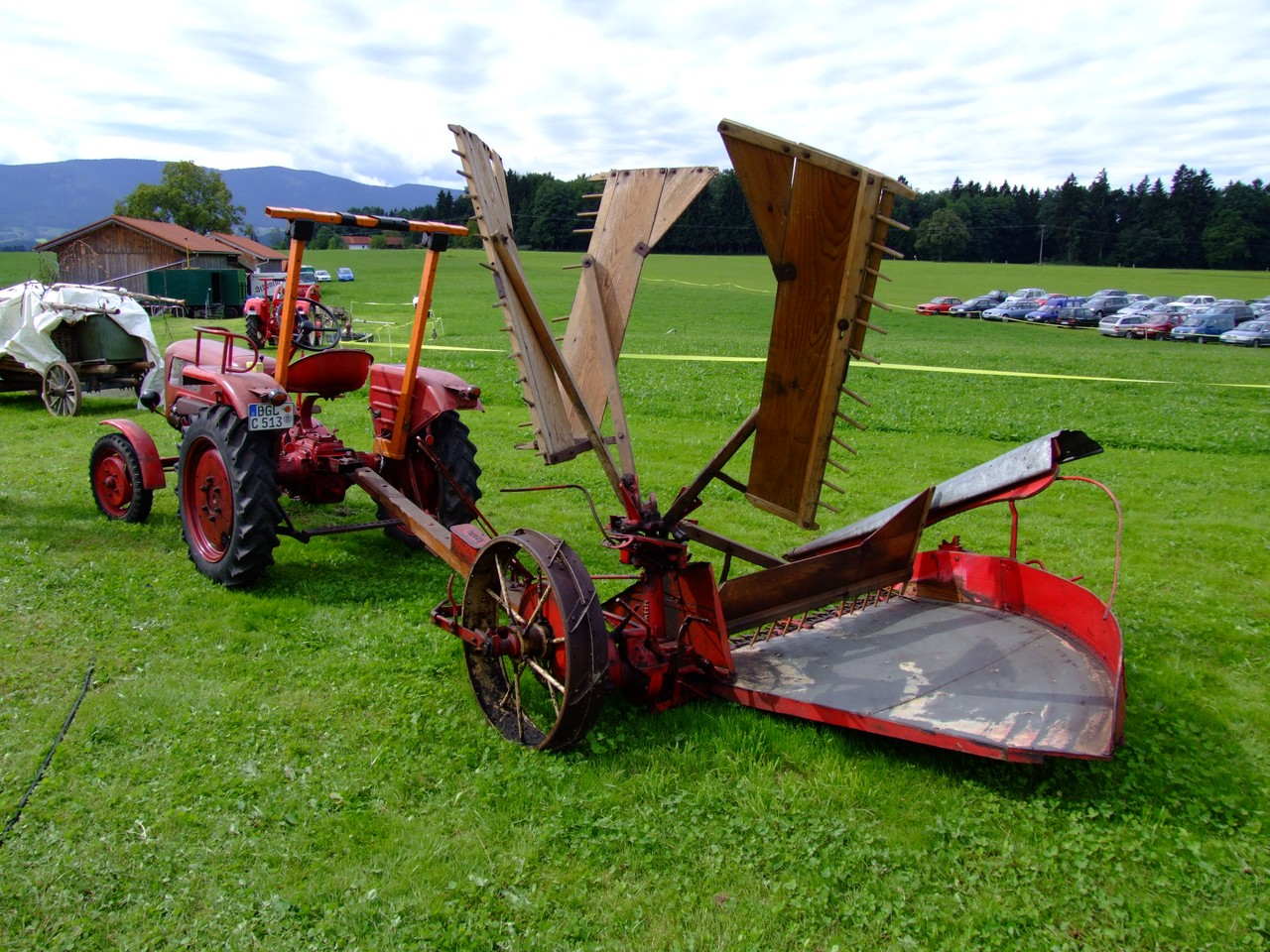
حصادة نموذجية من القرن العشرين. الجرار يجر آلة Fahr

الحصّادة  أو المِحصدة أو المِحصد هي أداة زراعية تقطع وتجمع المحاصيل عند الحصاد وقت نضج المحصول. عادة ما يكون المحصول المعني هو عشب الحبوب. كانت آلات الحصاد الأولى الموثقة هي آلات الحصاد الغَالِيَّة التي استخدامها الناس في العصر الرومي فيما أصبح يعرف اليوم بفرنسا. تضمنت آلة حصادة الغالِيَّة مشطًا يجمع الرؤوس ، مع قيام عامل بضرب الحبوب في صندوق لدرسها لاحقًا.
تقطع معظم الحصَّادات الحديثة النبات وقد تجمعها أيضًا إما عن طريق لفها أو التقاطها. الآلات الحديثة التي لا تقطع وتجمع النبات فحسب بل تدرس أيضًا بذورها (الحبوب) وتذري الحبوب وتسلمها إلى شاحنة أو عربة، يُطلق عليها حصادة دراسة.